# Formicarius rufipectus
Il tordo formichiero pettorossiccio o formicario pettorossiccio (Formicarius rufipectus Salvin, 1866) è un uccello passeriforme della famiglia Formicariidae.

## Etimologia
Il nome scientifico della specie, rufipectus, deriva dal latino e significa "dal petto rossiccio", in riferimento alla livrea di questi uccelli: il loro nome comune altro non è che la traduzione di quello scientifico.

## Descrizione

### Dimensioni
Misura 18-19 cm di lunghezza, per 65-82 g di peso.

### Aspetto

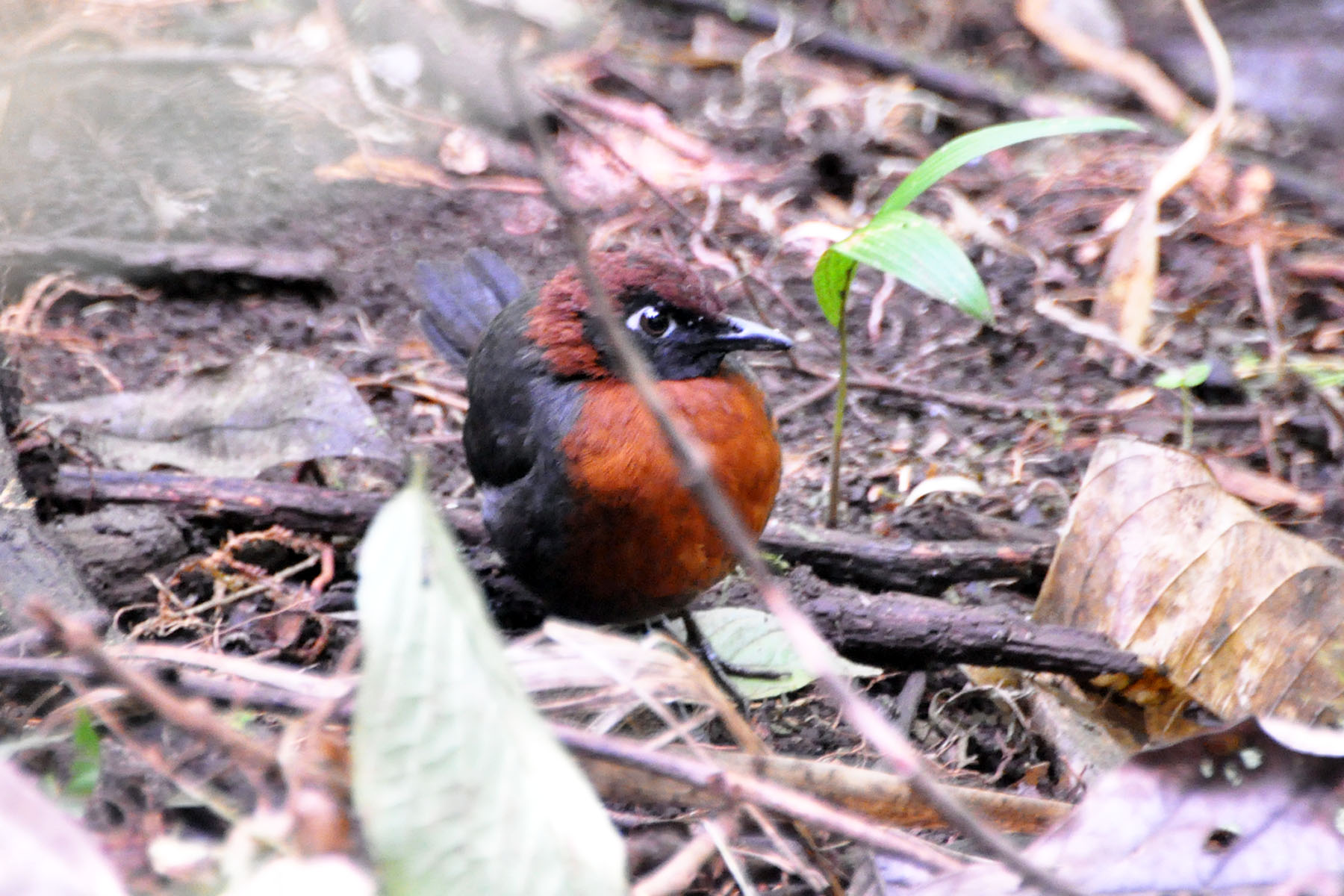
Esemplare al suolo in Ecuador

Si tratta di uccelletti dall'aspetto massiccio e paffuto, muniti di testa di forma ovale e allungata munita di becco lungo, sottile e appuntito, collo corto e sottile, ali arrotondate, coda corta e squadrata e zampe allungate e robuste.
Il piumaggio si presenta di colore bruno su dorso, fianchi ed ali, il quale sfuma nel bruno-rossiccio sulla calotta (fronte, vertice e nuca): l'area fra becco e occhi, le guance e la gola sono di colore nero e nera è anche la coda, mentre i lati del collo, il petto ed il ventre sono (come intuibile sia dal nome comune che dal nome scientifico) di colore rosso ruggine, riscontrabile anche su codione e sottocoda.

Il dimorfismo sessuale è ben riconoscibile, con area rossiccia delle femmine assai ridotta e meno brillante rispetto a quanto osservabile nei maschi.
Il becco è di colore nerastro, mentre le zampe sono di colore nero-bluastro: gli occhi sono invece di colore bruno scuro, con presenza di un evidente cerchio perioculare di colore bianco.

## Biologia
Si tratta di uccelli diurni, che vivono da soli o in coppie e passano gran parte del tempo in cerca di cibo, spostandosi al suolo o nelle sue immediate vicinanze, pronti a rifugiarsi nel folto del sottobosco al minimo segno di pericolo.
Il richiamo del tordo formichiero pettorossiccio è costituito da una lenta serie di bassi fischi lunghi circa mezzo secondo e ripetuti in sequenza.

### Alimentazione
Si tratta di uccelli insettivori, la cui dieta si basa su insetti ed altri piccoli invertebrati, nonché sulle loro larve.
Il cibo viene reperito principalmente al suolo, con l'animale che fruga col becco fra i detriti e il fogliame in cerca di potenziali prede: in un'occasione una coppia è stata osservata mentre seguiva uno sciame di formiche legionarie allo scopo di cibarsi dei piccoli animali messi in fuga dal suo passaggio, tuttavia non si sa se questo sia un comportamento diffuso della specie.

### Riproduzione
Mancano completamente dati riguardo alla riproduzione di questi animali (eccezion fatta per un esemplare giovanile osservato in Ecuador in ottobre e un esemplare in amore osservato in giugno nel dipartimento di Antioquia), tuttavia si ritiene che essa segua i pattern riscontrabili nelle altre specie congeneri.

## Distribuzione e habitat

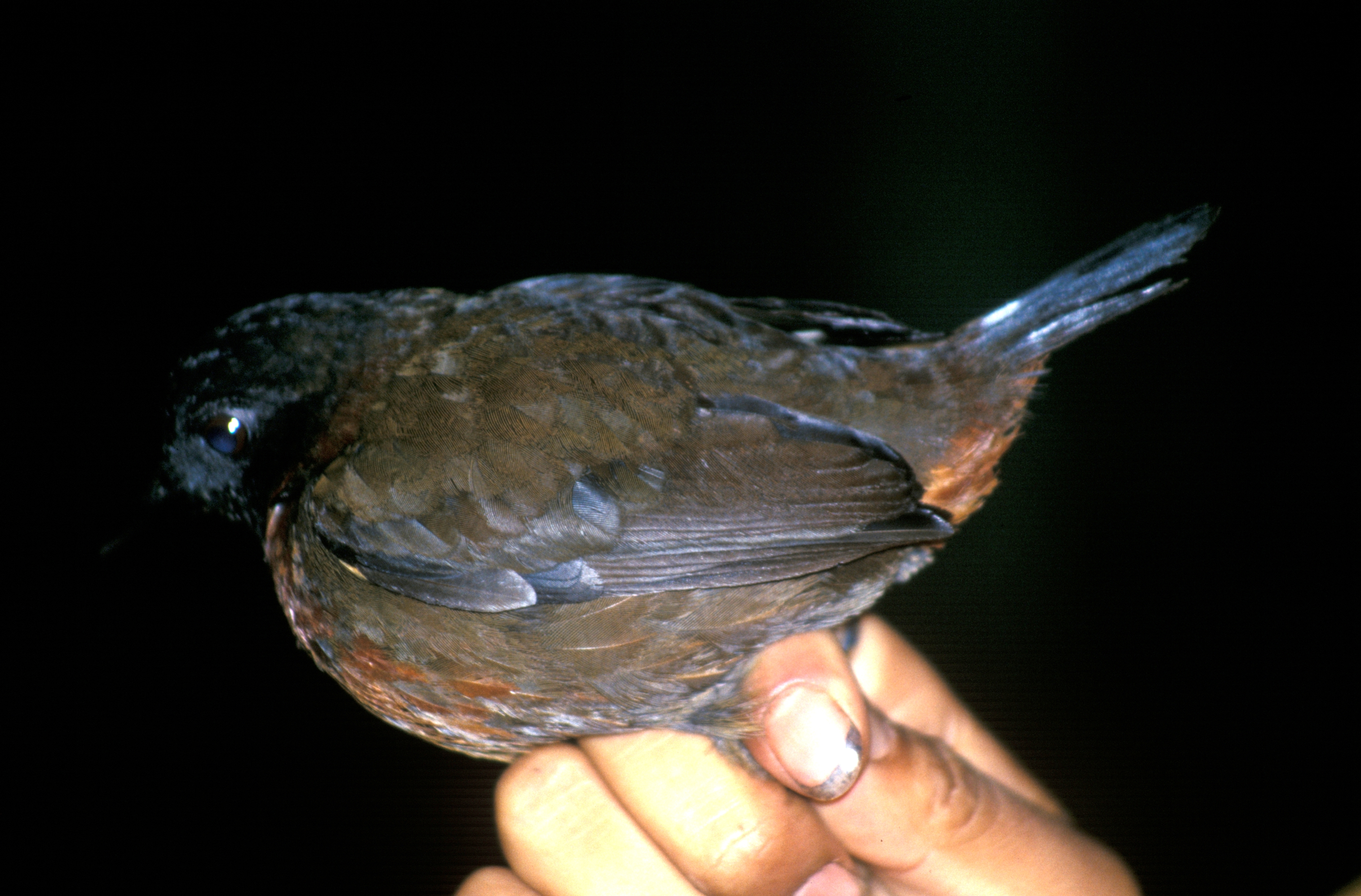
Esemplare di cattura in Ecuador

Il tordo formichiero pettorossiccio è diffuso in Sudamerica nord-occidentale, popolando un areale che si estende lingo le pendici andine dalla Colombia al sud-est del Perù (regione di Cusco) attraverso l'Ecuador centrale: popolazioni isolate di questi uccelli (costituenti altrettanti sottospecie) popolano il Venezuela nord-occidentale (stato del Táchira) e la costa caraibica fra la Costa Rica centrale e il Darién.
L'habitat di questi uccelli è rappresentato dalla foresta pluviale tropicale e subtropicale, sia primaria che secondaria (purché ben matura), con presenza di folto sottobosco a prevalenza di Heliconia.

## Tassonomia
Se ne riconoscono quattro sottospecie:
- Formicarius rufipectus rufipectus Salvin, 1866 - la sottospecie nominale, diffusa nel nord dell'areale occupato dalla specie;
- Formicarius rufipectus carrikeri Chapman, 1912 - endemica della Sierra de Perijá;
- Formicarius rufipectus lasallei Aveledo & Ginés, 1951 - diffusa in Colombia ed Ecuador occidentali;
- Formicarius rufipectus thoracicus Taczanowski & Berlepsch, 1885 - diffusa nella porzione più meridionale dell'areale occupato dalla specie;